# Cannococcus palauensis
Cannococcus palauensis är en insektsart som först beskrevs av John Wyman Beardsley 1966.
Cannococcus palauensis ingår i släktet Cannococcus och familjen ullsköldlöss. Inga underarter finns listade i Catalogue of Life.